# Joaquín Díaz Bonilla
Joaquín "Tito" Díaz Bonilla (n. Buenos Aires, 12 de abril de 1989) es un jugador de rugby argentino formado en Hindú Club que se desempeña como apertura en Old Glory DC de la Major League Rugby (MLR) en Estados Unidos. Fue parte de la selección nacional, Los Pumas.
Surgido en Hindú Club, Díaz Bonilla disputó partidos tanto para la selección nacional juvenil, como también para el seleccionado Sevens de Argentina y Los Pumas.
Formó parte de Jaguares (Super Rugby), siendo el apertura titular del equipo argentino que llegó a la final en 2019.
Tuvo un breve paso por el Top 14, jugando para el Racing 92 junto a su compatriota Juan Imhoff.

## Selecciones

### Argentina M202009 (Seleccionado deBuenos Aires).
6 partidos, 33 puntos, 3 tries, 2 penales y 6 conversiones.
Partidos de 2009:
25 de marzo vs. Chile (2 tries y 3 conversiones).
RWC: 5 de junio vs. Irlanda.
9 de junio vs. Uruguay (1 try, 1 penal y 1 conversión).
13 de junio vs. Nueva Zelanda (1 penal).
17 de junio vs. Tonga.
21 de junio vs. Fiyi (2 conversiones).

### Pumas 7s
Pumas Sevens 2011, 2012, 2013, 2014 y 2015.
Sevens: 10 partidos
Año: Fecha/s: Lugar o competencia.
2015: 13,14 y 15 de febrero: Las Vegas 
2014: 11 y 12 de octubre: Gold Coast.
2013: 23 y 24 de marzo: Campeonato Sudamericano; 04 y 5 de mayo: Glasgow; 11 y 12 de mayo: Londres.
2012: 05 y 6 de mayo: Glasgow; 12 y 13 de mayo: Londres; 13 y 14 de mayo: Gold Coast.
2011: 25 y 26 de noviembre: Gold Coast; 2 y 3 de diciembre: Dubái; 09 y 10 de diciembre: Port Elizabeth

### Jaguares argentinos
Jaguares argentinos (equipo profesional de rugby de Argentina que compite en el Super Rugby).